# Peugeot 2008
O Peugeot 2008 é um crossover compacto da Peugeot. Embora tenha sido lançado no Brasil em abril de 2015, o carro foi apresentado ao público pela primeira vez no Salão Internacional do Automóvel de Genebra, em 2013.
No Brasil, este modelo de carro é vendido em 3 versões diferentes: Allure, Griffe e Griffe THP. As primeiras duas versões citadas podiam ser equipadas com câmbio automático de 4 marchas ou câmbio manual de 5 velocidades. Por outro lado, a versão Griffe THP contava somente com um câmbio manual de 6 marchas, associado a um motor 1.6 16 V, turbo flex. Em 2017, houve alteração nas versões de motorização aspirada para o câmbio automático Aisin, de seis marchas. A partir de 2019, o motor THP passou a ser equipado com a mesma transmissão automática de seis velocidades.

## Concorrentes
Os principais concorrentes do Peugeot 2008 são: Renault Duster, Jeep Renegade, Volkswagen T-Cross, Honda HR-V, Ford EcoSport, Hyundai Creta, Toyota RAV4, Renault Captur, Chevrolet Tracker e  Nissan Kicks.

## Galeria
- Primeira geração (2013-2019)
- Segunda geração (2019-presente)